# Крондирци
Крондирци (грч. Καλίνδρια, Калиндрија) је насељено место у општини Кукуш у периферији Средишња Македонија, Грчка. Према попису из 2021. године било је 98 становника.
Према бугарском географу и историчару, Василу Канчову, у Крондирцима је 1900. године живело 200 Словена хришћана. Током Другог балканског рата село је страдало од грчке војске а становништво је протерано (већина је настањена у околини Струмице, мањи део у Бугарској). На њихово место смештене су словенске гркоманске породице из околине Струмице, које су се после Првог светског рата вратиле у своја села. Године 1924. насељене су грчке избегличке породице, којих је на попису из 1928. било 349.